# Saint-Jean-Saverne
 Saint-Jean-Saverne (en alsacià Sànt Johànn) és un municipi francès, situat a la regió del Gran Est, al departament del Baix Rin. L'any 2004 tenia 611 habitants.
Forma part del cantó de Saverne, del districte de Saverne i de la Comunitat de comunes del Pays de Saverne.

## Demografia
| 1962 | 1968 | 1975 | 1982 | 1990 | 1999 |
| ---- | ---- | ---- | ---- | ---- | ---- |
| 543  | 550  | 547  | 563  | 559  | 598  |

## Administració
| Període | Identitat   | Partit |
| ------- | ----------- | ------ |
| 2001-   | Henri Wolff |        |